# قلق التأثير
قلق التأثير مصطلح نقدي جاء في سياق النقد النفساني الفرويدي (النقد التحليلي النفسي)، ويفسر هذا المصطلح نظرية التناص في الأدب تفسيرًا فرويدًا، قائم على تحليل تأثر الشعراء ببعضهم البعض تأثيرًا صراعيًا، جاء المصطلح في الدراسات التي قدمها الناقد الأمريكي هارولد بروم (1930م) في مطلع السبعينيات وهو من نقاد التفكيكية وجعله عنوانًا لكتابه قلق التأثير نظرية في الشعر، ويقصد بمصطلح قلق التأثير أن الشاعر يعاني قلقلًا شديدًا نتيجة الخوف من تأثره بسابقيه من الشعراء وتقاليدهم الشعرية، أو هلعه من كون الأسلاف قد سبقوه إلى المعاني واستهلكوها ولم يعد أمامه تقديم شيء أفضل مما قدموه، أو رغبته في تحقيق التفرد وكسر هيمنة النموذج السابق، وهذا الخوف سيجعل كل نتاجه الأدبي اللاحق متأثرًا بهذا القلق.

## قلق التأثير عند بروم
ركز بروم في دراساته على الأدب الرومانتيكي الإنجليزي والأمريكي، الشعري منه بوجه خاص في القرن الثامن عشر، وأشار إلى أن القلق الذي ينتاب الشاعر هو أشبه بقلق أوديب تجاه والده والذي دفعه فيما بعد للانتقام منه، وأن الشاعر يسعى أيضًا للانتقام من الشاعر السابق له من خلال قتل عمله الأدبي؛ وذلك بتقديم عمل جديد يُشابه صياغة القديم لكن يتجاوزه في المستوى الفني -كما يرى- لأن العمل الأدبي الجديد سيلغي القديم من الذاكرة وربما من الوجود، ويؤكد بروم أن هذا الفعل ناتج عن أسباب مضمرة في داخل الشاعر نتيجة أحاسيس مختلطة من الحب والإعجاب والحسد وربما الكراهية.

## مراحل قلق التأثير
يرى بروم أن الشاعر التالي يعمل وفق آليات وخطوات تفكيكية نتيجة لهذا القلق الذي يسيطر عليه، وأول عمل يقوم به الشاعر التالي هو إساءة القراءة للعمل السابق، حيث يعمد إلى تفكيكه وإظهار الضعف في أركانه وتقديم قراءة تفسيرية خاطئة تُسيء للعمل السابق؛ ليتحقق له أن يقدم عملًا يتفوق عليه ولو توهمًا، أو يكمل العمل السابق بطريقة نقضيّة وبتحريف لمعانيه الأصلية، ثم الانقطاع عنه بالسخرية أو التقليل منه، كما يتوجه لسحب القوة المتمثلة في داخل النص لاستخدامها لاحقًا، والمرحلة الأخيرة هي المخالفة والهجر التام للعمل الأدبي السابق.